# シンガポール労働者党
シンガポール労働者党（シンガポールろうどうしゃとう、英語: Workers' Party of Singapore）は、シンガポールの政党。議席がある数少ない野党である。
1957年、初代のシンガポール植民地首席大臣を務めたユダヤ系のデヴィッド・マーシャル（シンガポールの政治家）によって設立された。
2020年総選挙では10議席を獲得し、これが結党以来初の二桁議席となった。